# PET cardiaca
La tomografia ad emissione di positroni è una metodica utilizzata nello studio del cuore (PET cardiaca). Mediante questo tipo di imaging è infatti possibile effettuare sia studi di perfusione (utilizzando ammoniaca marcata con azoto-13, acqua marcata con ossigeno-15 o il rubidio-82) sia di metabolismo (utilizzando il fluorodesossiglucosio). Gli studi di perfusione consentono di localizzare aree del cuore in cui è presente un deficit di irrorazione in seguito ad esempio a fenomeni di arteriosclerosi (con un'accuratezza maggiore rispetto alla scintigrafia miocardica perfusionale), mentre lo studio di metabolismo è utile per la ricerca di miocardio vitale. Per quest'ultima indicazione la PET è considerata la metodica gold standard.

## Studio di perfusione

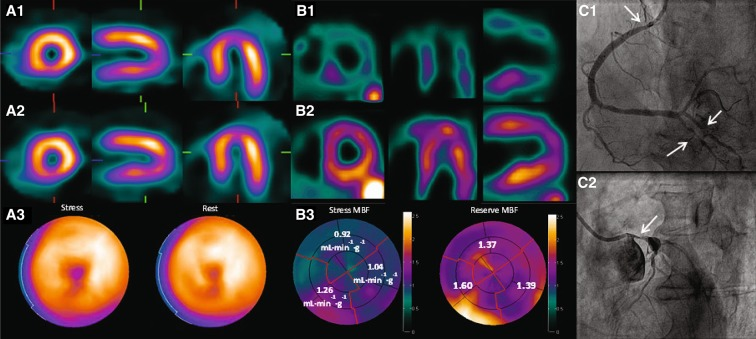
Immagini ottenute da un paziente con dolore toracico di 73 anni. Alla SPECT cardiaca con ^{99m}Tc-Tetrafosmina (A1 stress, A2 rest, A3 bullseye) non si osservano anomalie di perfusione. La PET con H_{2}^{15}O (B1 stress, B2 rest, B3 bullseye) mostra invece estesi deficit a livello di quasi tutto il miocardio che in parte scompaiono all'acquisizione in condizioni di riposo, da riferire ad un'ischemia bilanciata. La coronarografia (C) conferma la diagnosi, evidenziando stenosi severe a carico della coronaria destra in sede prossimale e distale, oltre che a livello del tronco comune.

Di norma lo studio della perfusione coronarica è eseguito mediante la SPECT miocardica in quanto i traccianti PET sono meno maneggevoli. Le tecniche PET però presentano indubbi vantaggi, come la possibilità di correggere per l'attenuazione da parte delle strutture anatomiche, una maggior risoluzione spaziale e anche, volendo, una maggior affinità delle molecole radiomarcate con i substrati biologici da visualizzare (spesso le molecole usate in PET sono identiche a quelle fisiologiche). I traccianti PET utilizzati per stimare la perfusione miocardica sono l'acqua marcata con ossigeno 15 (che però ha un'emivita brevissima) e soprattutto il rubidio 82 che ha il notevole vantaggio di non necessitare di un ciclotrone per essere prodotto, ma basta un generatore. Il suo meccanismo di accumulo nei miocardiociti è analogo a quello del tallio 201 utilizzato negli studi a fotone singolo, in quanto dipende anch'esso dalla pompa sodio potassio (il rubidio come il tallio mima il potassio). Il tracciante di perfusione più utilizzato è l'ammoniaca marcata con azoto 13, che ha un'estrazione da parte dei miocardiociti fra il 70% e l'80%, con un meccanismo energia-dipendente non ancora del tutto chiarito. L'ammoniaca è poi utilizzata nella sintesi della glutammina ed è così trattenuta nella cellula. Dato che la captazione di tale tracciante in funzione del flusso mostra un plateau per valori elevati di questo parametro, tale molecola è ottima anche per studi di perfusione stress Vs rest (vedi la voce sulla scintigrafia miocardica). Unica pecca è che la sintesi dell'azoto radioattivo si effettua con un ciclotrone. Nella ricerca di aree ischemiche, data la breve emivita dei farmaci utilizzati, negli studi stress vengono utilizzati stimoli farmacologici (gli stessi degli studi SPECT) di brevissima durata. Anche le tecniche di elaborazione delle immagini e refertazione sono le stesse. A livello del miocardio ibernato è possibile visualizzare aree ipocaptanti nello studio di perfusione, ma al contempo normali nello studio di metabolismo (vedi dopo). Sensibilità e specificità di questo test sono superiori al 95%.

## Studio di metabolismo
Il cuore è in grado di utilizzare diversi substrati energetici per il suo sostentamento. Di norma utilizza acidi grassi, ma in caso di ischemia può utilizzare anche carboidrati. Tenendo conto di tale assioma, il glucosio marcato con fluoro 18 è il tracciante più utilizzato di routine per gli studi di metabolismo cardiaco (anche grazie al fatto che la sua lunga emivita ne permette il trasporto in luoghi distanti dal ciclotrone di sintesi). Oltre all'ipossia, anche fattori ormonali e la concentrazione del substrato fisiologico in circolo influenzano la captazione dei traccianti. In ogni caso l'FDG è usato per rilevare le aree cardiache ischemiche. Nell'eseguire tale esame si attendono circa 40-60 minuti dopo la somministrazione del radiofarmaco prima di acquisire le immagini per dare tempo alla molecola radioattiva di accumularsi nelle cellule tramite trasporto attivo e conversione in FDG-6-fosfato (che non può proseguire nella glicolisi in quanto in posizione 2 della molecola ha l'atomo di fluoro invece che un ossidrile, quindi si accumula). Dato che la glicemia influenza l'entità della captazione dell'FDG, l'ottenimento di immagini a digiuno mostra solo le aree ischemiche, ma non quelle sane o necrotiche. Per visualizzare bene anche le aree sane di solito si fornisce un carico di glucosio al paziente un'ora prima di somministrare il radiofarmaco. questo ovviamente è un problema nei soggetti diabetici, dove le immagini possono non essere ottimali.

### Ricerca del miocardio vitale
Gli studi di perfusione non sempre sono in grado di distinguere, fra le aree ipoperfuse, quelle ancora vitali (miocardio ibernato) da quelle necrotiche. Le aree vitali, se individuate in tempo, possono essere riportate in funzione con adeguato intervento di angioplastica coronarica anche con un recupero dell'80%; cosa che avviene in meno del 10% dei casi nelle aree non rilevate con questa metodica. Di norma, il consumo di glucosio e il flusso a livello delle aree sane e di quelle necrotiche sono correlati fra loro e omogenei (cosiddetto match). Nelle zone ibernate invece la captazione glicidica è conservata, ma non il flusso (cosiddetto mismatch). Nelle aree di miocardio stordito (quadro che si verifica ad esempio dopo una trombolisi o un'angioplastica su una zona ischemica) il flusso è conservato ma la captazione dell'FDG è alterata (reverse mismatch) a causa delle alterazioni metaboliche legate all'evento acuto. Situazioni analoghe si possono rilevare a livello settale in pazienti affetti da blocco di branca sinistra (a causa dell'asincronia settale che porta a compressione dei vasi tipica di questa patologia). Questa metodica è il gold standard nel predire il recupero funzionale del miocardio e nella stratificazione prognostica dei pazienti con miocardio vitale disfunzionante, specie nei soggetti con bassa frazione di eiezione.